# Parenion kokodana
Parenion kokodana är en stekelart som först beskrevs av Wilkinson 1936.  Parenion kokodana ingår i släktet Parenion och familjen bracksteklar. Inga underarter finns listade i Catalogue of Life.